# الاتحاد العالمي لكمال الأجسام
| منظمة كمال أجسام              | منظمة كمال أجسام                                          | منظمة كمال أجسام |
| ----------------------------- | --------------------------------------------------------- | ---------------- |
| الاتحاد العالمي لكمال الأجسام |                                                           |                  |
| معلومات عامة                  |                                                           |                  |
| الاسم المختصر                 | WBF                                                       |                  |
| تأسيس                         | 1990، ستامفورد، الولايات المتحدة                          |                  |
| حل                            | 1992، نيويورك، الولايات المتحدة                           |                  |
| بيانات تفصيلية                |                                                           |                  |
| المنظمة الأم                  | اتحاد المصارعة الترفيهي (WWE)                             |                  |
| الرئيس                        | فينس ماكمان                                               |                  |
| المقر                         | ستامفورد، الولايات المتحدة                                |                  |
| المنافسات                     |                                                           |                  |
| المنافسات                     | بطولة الاتحاد العالمي لكمال الأجسام بطولة الاتحاد العالمي |                  |
| أقوى منافسة                   | بطولة الاتحاد العالمي لكمال الأجسام                       |                  |

الاتحاد العالمي لكمال الأجسام منظمة رياضية (ترفيهية) أسسها عام 1990 فينس ماكمان واستمرت لغاية يوليو تموز 1992، وكانت جزءاً من مؤسسة تيتان سبورتس المالكة والمشغلة للاتحاد العالمي للمصارعة (WWF).

## التاريخ

### التأسيس
في إطار المنافسة مع الاتحاد الدولي لبناة الأجسام (IFBB)، أسس فينس ماكمان هذه المنظمة زاعماً في البداية أنها ليست منافسة للاتحاد الدولي، وما هي إلا محاولة لدعم رياضة كمال الأجسام من خلال توظيفه للاعب الشهير توم بلاتز مشرفاً على مجلته العالمية (أساليب حياة بناة الأجسام) (Bodybuilding Lifestyles).
على هامش بطولة مستر أولمبيا التي جرت يوم 15 سبتمبر عام 1990 سلمت بيانات صحفية عن تشكيل الاتحاد الدولي لكمال الأجسام (WBF)، وذكر البيان الصحفي أن مهمة هذا الاتحاد هي تجديد كمال الأجسام وتنظيم أحداث جديدة مثيرة، ومنح جوائز مالية هي الأعلى في تاريخ هذه الرياضة، كما ذكر البيان أن باني الأجسام الشهير توم بلاتز سيكون مدير تنمية المواهب للمنظمة الجديدة.

### 1991
أعلن ماكمان عن إزاحة الستار عن المنظمة في 30 يناير عام 1991 في فندق بلازا في نيويورك.
كما أعلن أن WBF وقعت اتفاقاً ضمن عقود طويلة الأجل مع ثلاثة عشر من بناة الأجسام المحترفين والأساسيين في صفوف الاتحاد الدولي لبناة الأجسام (IFBB)، وهم: آرون بيكر (Aaron Baker)، ومايك كريستيان (Mike Christian)، وفينس كومرفورد (Vince Comerford)، وديفيد ديرث (David Dearth)، وبيري دي ماي (Berry DeMey)، وجوني مورانت (Johnnie Morant)، وداني باديلا (Danny Padilla)، وتوني بيرسون (Tony Pearson)، وجيم كوين (Jim Quinn)، ومايك كوين (Mike Quinn)، وإدي روبنسون (Eddie Robinson)، وغاري سترايدوم (Gary Strydom)، وتروي زوكولوتو (Troy Zuccolotto). وقد أطلق عليهم لقب (نجوم أجسام دبليو بي أف) (WBF BodyStars).
بثت المنافسة الأولى لهذا الاتحاد يوم 15 يونيو حزيران 1991 على الهواء مباشرة، من أتلانتيك سيتي بولاية نيو جيرسي. وشارك ريجيس فيلبين مع ماكمان وبوبي هينان في استضافة هذا الحدث، ونال لقب هذه المنافسة باني الأجسام المحترف غاري سترايدوم (Gary Strydom).
لاحظ النقاد أن فينس ماكمان لم يفِ بوعده عند تأسيس الاتحاد بإبقاء كمال الأجسام بعيدة ومنفصلة عن مصارعة المحترفين، حيث شارك كل من (نجوم أجسام دبليو بي أف) (BodyStars WBF) وكبار نجوم المصارعة (WWF) في حلقات متسلسلة من برنامج المسابقات الشهير (النزاع العائلي - Family Feud).

### 1992
أعلن ماكمان عن صفقة مع محترف كمال الأجسام (الأسطورة) لو فريغنو لإشراكه في استعراض مع بطل المنافسة الأولى للاتحاد العالمي لكمال الأجسام غاري سترايدوم إلا أن المفاوضات بين الطرفين فشلت وألغي الاستعراض.
أقيمت المنافسة الثانية للاتحاد العالمي لكمال الأجسام في 13 يونيو 1992، وبثت على الهواء مباشرة من لونغ بيتش، كاليفورنيا. وكان من المقرر مشاركة ليكس لوغر المصارع المحترف في هذه المنافسة كضيف، إلا أن حادثاً تعرض له هذا المصارع منعه من المشاركة، وبدلاً من ذلك بثت مقابلة مباشرة معه عبر الأقمار الصناعية خلال المنافسة. وقد فاز بلقب هذه المنافسة غاري سترايدوم أيضاً.
أعلن فينس ماكمان عن حل الاتحاد العالمي لكمال الأجسام في 15 يوليو تموز 1992، وذلك بعد الإيرادات المنخفضة جداً للمنافسة الأخيرة.
وجهت تهم لفينس ماكمان باستخدام الستيرويدات إلا أنه برئ من ذلك لاحقاً.

## نتائج بطولتي الاتحاد العالمي لكمال الأجسام

### بطولة الاتحاد العالمي لكمال الأجسام 1991
15 يونيو 1991، فندق تاج محل، أتلانتيك سيتي، نيو جيريسي
1. غاري سترايدوم
2. مايك كريستيان
3. بيري دي ماي
4. مايك كوين
5. إدي روبنسون

### بطولة الاتحاد العالمي لكمال الأجسام 1992
13 يونيو 1992، مركز لونغ بيتش للترفيه، لونغ بيتش، كاليفورنيا
1. غاري سترايدوم
2. جيم كوين
3. آرون بيكر
4. ديفيد ديرث
5. بيري دي ماي

قامت شركة كولاسيوم فيديو (Coliseum Video) بتسجيل البطولتين على أشرطة فيديو منزلية.

## نجوم أجسام دبليو بي أف
دبليو بي أف بادي ستارز هو برنامج أسبوعي تلفزيوني كان يبث في عطلة نهاية الأسبوع خلال سنة 1992، عبر يو إس إيه نيتوورك، وقد غير البرنامج اسمه إلى بدي ستارز بعد حل الاتحاد العالمي لكمال الأجسام، إلى أن توقف نهائياً لعدم تحقيقه للعوائد المادية المتوقعة. وقد كان البرنامج يطرح مواضيع التدريب وأسلوب الحياة لبناة الأجسام، من خلال قوالب مرحة مليئة بالدعابة والمزاح.

## مواضيع متعلقة
- الاتحاد الدولي لكمال الأجسام واللياقة البدنية
- دبليو دبليو إي
- مستر أولمبيا
- كمال الأجسام
- مصارعة المحترفين

## وصلات خارجية
- موقع تاريخي من اتحاد المصارعة عن الاتحاد العالمي لكمال الأجسام
- التاريخ النهائي للاتحاد العالمي لكمال الأجسام
- صعود وسقوط الاتحاد العالمي لكمال الأجسام